# Cynorkis sambiranoensis
Cynorkis sambiranoensis är en orkidéart som beskrevs av Rudolf Schlechter. Cynorkis sambiranoensis ingår i släktet Cynorkis, och familjen orkidéer. Inga underarter finns listade i Catalogue of Life.